# الكسندر ماكبرايد
الكسندر ماكبرايد هو سياسي كندي، ولد في 15 أغسطس 1833 في أونتاريو في كندا، وتوفي في 20 ديسمبر 1912 في كامبريدج في كندا. انتخب عمدة كالغاري ‏.